# Детињство (часопис)
Детињство је часопис о књижевности за децу. Једини је научни часопис у Србији који се доследно и континуирано бави теоријским и критичким истраживањем дечје књижевности и културе. Први број објављен је 1975. године. Од оснивања до данас часопис издаје Међународни центар књижевности за децу Змајеве дечје игре.
Детињство објављује научне текстове и критике на српском, хрватском и македонском језику, ћириличним и латиничним писмом. Часопис излази четири пута годишње. Сви бројеви доступни су у штампаном, а део архиве и у електронском облику, на ѕваничном сајту Игара.

## Историја
Часопис Детињство покренут је 1975. године. Први бројеви током 70-тих година излазили су у суиздавачкој сарадњи Змајевих дечјих игара са Фестивалом Курирчек из Марибора и Литературни средби Курирче – Копачки видувања из Кичева, а потом и Колонијом Ластавица из Сарајева, љубљанском Младинском књигом, Дечјим новинама из Горњег Милановца и другим издавачким и културним институцијама. Детињство је рођено у часу процвата књижевности за децу у СФРЈ. Дечја литература била је изузетно популарна. Имала је своју критику, па се јавила и потреба да се на неки начин артикулише њена специфичност.

## Концепција часописа
Часопис Детињство се бави проучавањем теорије, историје, као и критичким приказима савремене националне, али и светске књижевности за децу и младе, те студијама културе, уз континуирано осавремењивање тема и приступа.
Детињство негује отворен и иновативан приступ дечјој књизи, мултикултуралну и међународну сарадњу. Основне рубрике у часопису посвећене су појединим опусима, поетикама, књижевно-историјским и књижевно-теоријским проблемима. У часопису се објављују оригинални научни радови посвећени:
- важности разноликих методолошких полазишта и исходишта у савременом читању књижевног наслеђа,
- интерпретацијама и тумачењима како класике за децу, тако и нове научне и белетристичке продукције,
- осветљавању историјских ритмова у читалачкој и критичкој рецепцији,
- сагледавању проблемаи изазова преводне књижевности,
- периодици за децу,
- компаративистички усмереним радовима и изворним студијама посвећеним културолошком статусу дечје и омладинске књижевности,
- интердисциплинарним и интермедијалним истраживањима (филм, стрип, позориште, сликовница, анимације, луткарство, адаптације дела за децу),
- интервјуима, приказима, чланцима и освртима у чијем фокусу је свет детињства.

Засебан део традиције часописа јесте и објављивање радова са Трибина Змајевих дечјих игара, касније Саветовања о књижевности за децу.
Други важан резултат „Детињства“ јесте обнова регионалне сарадње. После распада заједничке државе и ратова, часопис је наставио да објављује текстове хрватских, црногорских, босанских и македонских аутора.

## Уредништво и редакција
Главни и одговорни уредник од оснивања Детињства био је Владимир Миларић. на том месту заменио га је од 1984. Слободан Ж. Марковић, затим Живан Живковић од 1993. и Светозар Малешев од 1996. годин. Од 1997. године главни и одговорни уредник часописа је Јован Љуштановић.
Редакцијске тимове чинили су професори, критичари, песници и писци из Србије, Хрватске, Словеније, Босне и Херцеговине, Македоније, Црне Горе. Прву редакцију и шири редакцијски колегијум чинили су Владимир Миларић, Јован Дунђин, Ференц Фехер, Раде Обреновић, Светислав Рушкуц, Звонимир Балог, Франчек Боханц, Далибор Цвитан, Вецко Домазетовски, Андреј Чипкар, Мирослав Ђуровић, Франце Форстнерич, Мурис Идризовић, Вехби Кикај, Слободан Ж. Марковић, Чедомир Мирковић, Александар Поповски, Хусеин Тахмишчић, Ново Вуковић, Владета Вуковић и Перо Зубац.
За више од пола века постојања часопис Детињство добио је препознатљив идентитет, чему су допринели и ликовни уредници, илустратори и творци визуелног аспект: Живка Деак, Оскар Штефан, Цветан Димовски, Иван Антолчић, Бранимир Просеник, Градимир Смуђа, Душан Димитров, Михал Кираљ, Слободан Кузманов, Александар Педовић, Ференц Барат, Поп Д. Ђурђев, Катарина Келић, Атила Капитањ и други.

## Змајеве дечје игре
Змајеве дечје игре један је од највећих фестивала за децу у Србији. Назван је по Јовану Јовановићу Змају, родоначелнику српске књижевности за децу. Фестивал се одржава током јуна месеца у Новом Саду од 1958. године.
Међународни центар књижевности за децу Змајеве дечје игре, основан је 1957. године у Новом Саду, са циљем праћења и афирмације књижевности, као и осталих видова уметничког стварања за децу и младе.

### Издавачка делатност
Издавачка делатност Међународног центра књижевности за децу Змајеве дечје игре активна је од оснивања Игара. Осим научног часописа Детињство, обухвата и издавање књига везаних за теорију и историју књижевности и литературе за децу и младе, производњу и дистрибуцију аудио и видео записа, музичких књига и других публикација. Књиге излазе у едицијама: Библиотека Књижевност за децу у свету, Библиотека Сигридруг, Сепарати часописа Детињство, Библиотека Санглбанглтинглтанглрод, ван едиција и као заједничка издања.